# Grand Prix d'Ouverture La Marseillaise 2004
Il Grand Prix d'Ouverture La Marseillaise 2004, venticinquesima edizione della corsa, valido come evento del circuito UCI categoria 1.3, si svolse il 3 febbraio 2004 su un percorso di 150 km, con partenza e arrivo a Gardanne, in Francia. La vittoria fu appannaggio dell'australiano Baden Cooke, che completò il percorso in 3h38'30", alla media di 41,190 km/h, precedendo il belga Jo Planckaert e l'italiano Fabio Baldato.
Sul traguardo di Gardanne 105 ciclisti portarono a termine la competizione.

## Ordine d'arrivo (Top 10)
| Pos. | Corridore        | Squadra           | Tempo    |
| ---- | ---------------- | ----------------- | -------- |
| 1    | Baden Cooke      | Fdjeux.com        | 3h38'30" |
| 2    | Jo Planckaert    | Mr Bookmaker      | s.t.     |
| 3    | Fabio Baldato    | Alessio-Bianchi   | s.t.     |
| 4    | Stefan van Dijk  | Lotto-Domo        | s.t.     |
| 5    | Gerben Löwik     | Chocolade Jacques | s.t.     |
| 6    | Jérôme Pineau    | Brioches La B.    | s.t.     |
| 7    | Ján Svorada      | Lampre            | s.t.     |
| 8    | Jimmy Engoulvent | Cofidis           | s.t.     |
| 9    | Paolo Bossoni    | Lampre            | s.t.     |
| 10   | John Nilsson     | Auber 93          | s.t.     |